# Plecoptera

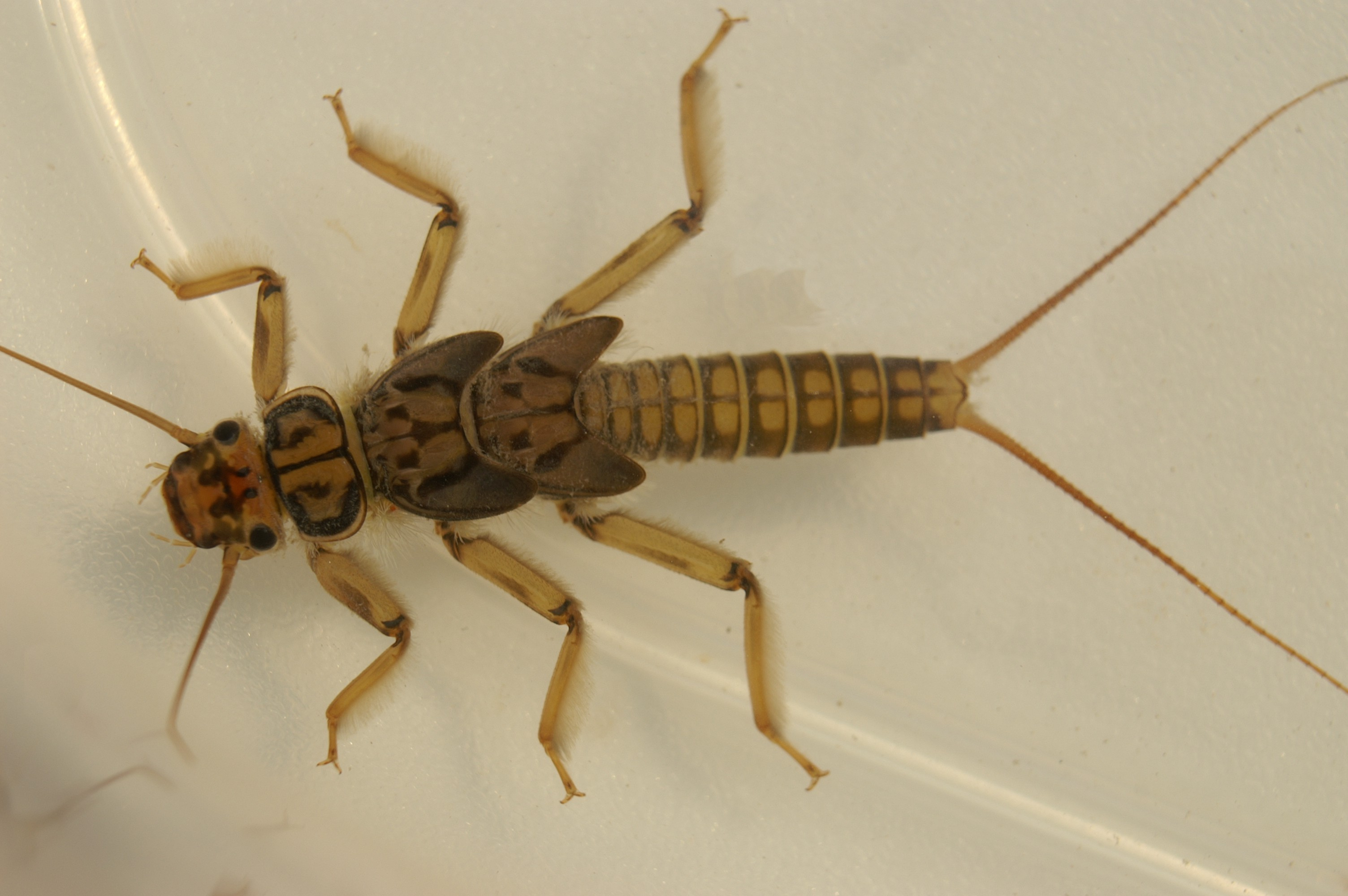
Ninfa de Plecoptera, Perlidae

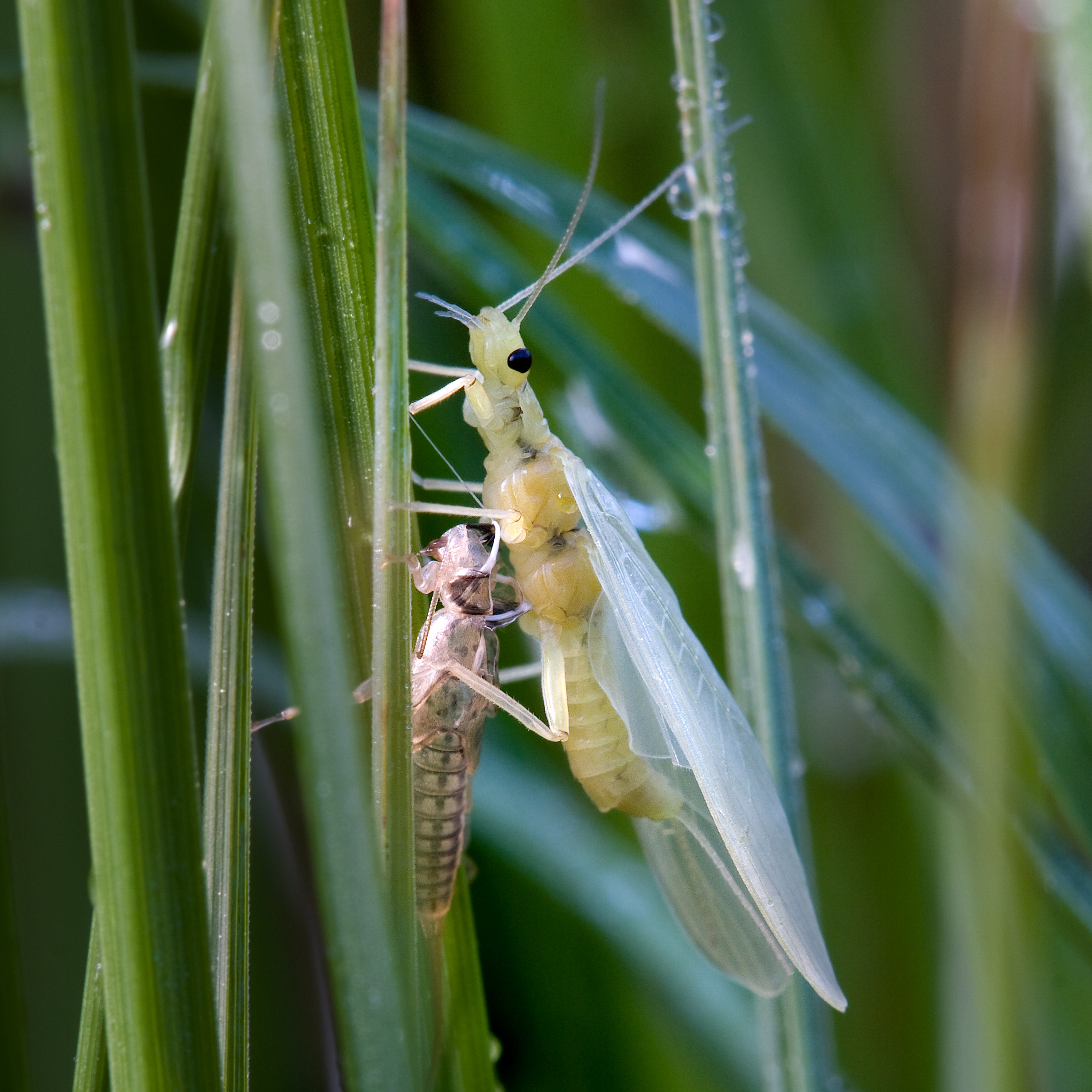
Adulto recién salido de la exuvia ninfal.

Los plecópteros (Plecoptera, del griego pleikein, "trenzado" y pteron, "ala") son un orden de insectos neópteros, con 2000 especies registradas en el mundo. Se cree que es uno de los grupos más primitivos de insectos alados muy emparentados con formas del periodo Carbonífero y Pérmico.[cita requerida]
Las ninfas de los plecópteros están presentes casi todo el año y, por tanto, son más fáciles de encontrar que los insectos adultos. Por ello, se coleccionan y estudian sobre todo las ninfas de los plecópteros. La ninfa se parece a la de la mosca damisela o la mosca común, pero se distingue por las dos largas protuberancias del abdomen en forma de hilo (cerci). Las ninfas de las moscas de la piedra suelen ser muy sensibles a la contaminación del agua, por lo que se las conoce como indicadoras de la calidad del agua.
A diferencia de muchos otros insectos, los plecópteros prefieren las regiones frescas o claramente frías. Las ninfas suelen vivir sobre plancton o algas en hojas o madera muerta, los plecópteros depredadores viven sobre pequeños invertebrados. Los plecópteros adultos no suelen tener piezas bucales funcionales, pero hay especies que ingieren alimento. Estas especies viven siempre de plantas. Los plecópteros existen desde principios del Pérmico, y se consideran un grupo de insectos relativamente primitivos.
Los plecópteros son un orden relativamente pequeño en comparación con otros insectos, con unas 3920 especies. Las distintas especies se dan en casi todos los continentes, la mayoría de ellas en Asia. En Europa se han registrado unas 500 especies. De las aproximadamente diez especies que aún se encuentran en los Países Bajos, la mayoría son raras o muy raras. Diecisiete especies se han extinguido en los Países Bajos. Por lo tanto, los plecópteros se consideran uno de los grupos de animales más amenazados de los Países Bajos.

## Características
Los plecopteros son insectos de tamaño pequeño a mediano y forman un grupo muy claro. Todas las especies tienen una estructura corporal muy similar. Las especies más pequeñas alcanzan una longitud corporal de unos cuatro milímetros, mientras que las especies más grandes crecen hasta unos dos o tres centímetros de longitud, excluyendo las antenas. Las especies de mayor tamaño pertenecen al género Pteronarcys, como Pteronarcys californica. Estos plecopteros crecen hasta más de dos pulgadas de largo y pueden alcanzar una envergadura de aproximadamente tres pulgadas.
La forma del cuerpo es alargada y muchas especies tienen un físico esbelto, la sección transversal del cuerpo es redonda o ligeramente aplanada. El color del cuerpo suele ser de marrón claro a oscuro a negro sin marcas claras, el cuerpo no tiene pelo. Algunas especies tienen colores de verde a amarillo. Los plecopteros que se encuentran en diferentes estaciones a veces tienen un color de cuerpo diferente, dependiendo de la estación en la que viven. Las alas están plegadas sobre la parte posterior del cuerpo en posición de reposo.
Los sexos generalmente se pueden distinguir entre sí según los órganos sexuales en la punta del abdomen. En las hembras suele haber una o más placas genitales aquí. Los genitales de los machos y las estructuras relacionadas suelen parecer una compleja serie de ganchos, cerdas y lóbulos. Además, las hembras suelen ser más grandes que los machos. Generalmente los sexos se pueden distinguir en el campo, pero a veces es necesario un microscopio. En algunas especies, como Perlodes dispar y Capnia bifrons, los machos tienen alas cortas.
Los plecópteros son insectos poco comunes y se encuentran cerca de lagos o vertientes. Poseen una metamorfosis incompleta o hemimetabolismo donde los estadios ninfales son acuáticos y los adultos voladores. Las ninfas son aplanadas, con aparato bucal masticador y tienen largos cercos y antenas. Los adultos son relativamente grandes, con cuatro alas membranosas que en reposo se pliegan sobre el abdomen. Los adultos también poseen cercos y antenas largas. Aunque este orden no tiene importancia agrícola directa, a veces se usan indirectamente como indicadores de contaminación de aguas dada su extrema sensibilidad.

## Distribución geográfica
Se encuentra tanto en el hemisferio sur como en el norte, lo cual sugiere que las diferentes especies podrían haber atravesado el ecuador en diferentes ocasiones antes de aislarse geográficamente. En Europa están presentes siete familias de plecóptersos: Capniidae, cloropérlidos, leúctridos, nemúridos, pérlidos, Perlidae, Perlodidae y taeniopterígidso. A pesar de que tienen una distribución muy amplia y, en determinadas condiciones, pueden lograr densidades suficientes elevadas, el hecho que casi todas las especies se encuentren restringidas a los ecosistemas fluviales menos alterados hace que los plecópteros sean todavía menos conocidos que las Ephemera. Además, las ninfas tienden a esconderse bajo los cantos rodados o entre las gravas del lecho de los ríos y, a pesar de alguna excepción bastante notable, muchas especies tienen unas dimensiones bastante reducidas.

## Ninfas

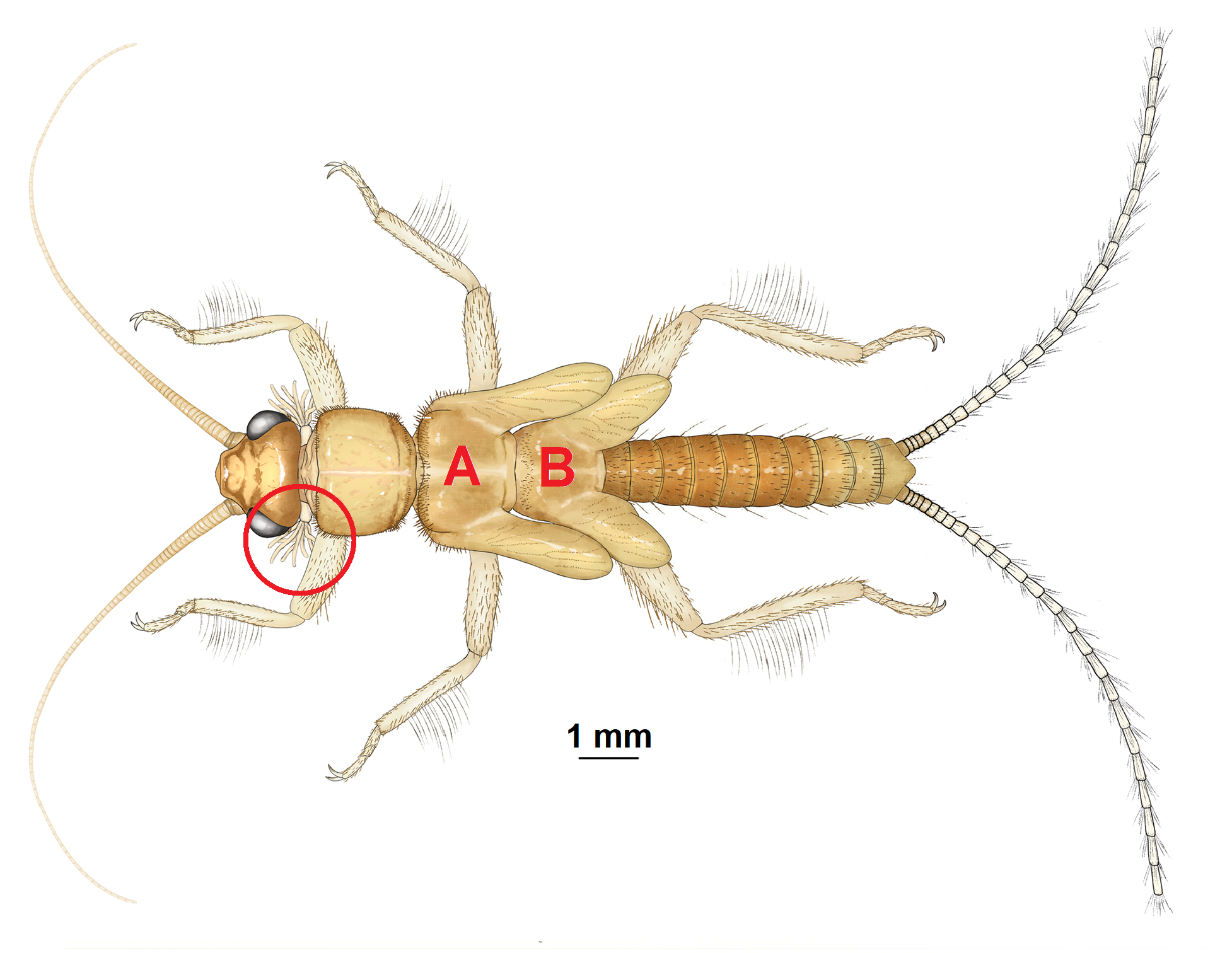
Esta larva más antigua de Amphinemura albicauda tiene branquias en la cabeza (en un círculo) y vainas alares en el mesotórax (A) y el metatórax (B).

Las ninfas son exactamente iguales a los adultos pero aún no tienen alas. Sólo en las últimas etapas de ninfa se hacen visibles las raíces de las alas, que se denominan vainas del ala. Las ninfas, al igual que los adultos, tienen el cuerpo redondo o ligeramente aplanado. La longitud del cuerpo varía desde unos cinco mm hasta varios centímetros. Las ninfas de las moscas de piedra de la familia Capniidae siguen siendo relativamente pequeñas, de cinco a diez milímetros, los ejemplares de la familia Perlidae pueden alcanzar una longitud de veinte a cincuenta mm y los de la familia Pteronarcyidae pueden alcanzar una longitud corporal de hasta 70 mm.
La cabeza de las ninfas tiene una placa en la parte frontal llamada labrum o labio superior. En medio del labrum hay una estructura pareada similar a una lengua, el conjunto se llama glosa. A ambos lados están las paraglosas, las "lenguas de abeja". La longitud de la lengua en relación con la lengua que muerde es una característica de identificación importante. En las especies pertenecientes a Euholognatha, la glosa es mucho más corta que la paraglassa, pero en los representantes de Systellognatha tienen aproximadamente la misma longitud. Al lado de cada paraglosa se encuentra un palpo labial, que siempre consta de tres miembros. Muchas especies se pueden distinguir por la forma del labio. El labio es el 'labio inferior' de la ninfa y puede, por ejemplo, tener una o más muescas o tener una forma puntiaguda o redondeada. Más hacia el exterior están las mandíbulas o maxilar, que están provistas de espinas y llevan la galea en la base. Finalmente, los palpos maxilares se sitúan a ambos lados de las mandíbulas, que siempre constan de cinco segmentos. 
Las piezas bucales de las ninfas se llaman mandíbulas y tienen una configuración especializada según sus hábitos alimentarios. Las especies que chupan a otros animales tienen piezas bucales afiladas, y las ninfas que viven de material vegetal muerto tienen un aparato bucal que puede moler alimentos o raspar capas del sustrato. Las especies que muelen alimentos como la madera muerta tienen proyecciones romas en forma de dientes, algo similares a los molares de las vacas. Las especies carnívoras tienen mandíbulas en forma de colmillos o extremidades internas dentadas del maxilar para agarrar a sus presas antes de comérselas.
El tórax de las ninfas está protegido en cada segmento dorsal por una placa dorsal agrandada que, como en los adultos, se denomina pro, meso y metasternum. En las ninfas mayores, las vainas de las alas son visibles en el meso y metasternum. Las ninfas a menudo se pueden distinguir por la forma de las vainas de las alas, donde la distancia de las vainas de las alas del mesotórax y del metatórax puede ser la misma, como en las especies del género Nemocapnia, o pueden diferir. Además, las vainas del ala mesotórax y metatórax pueden diferir en forma, como una puntiaguda en el mesotórax y otra más redondeada en el metatórax en la especie Allocapnia vivipara.
Las ninfas, a diferencia de los adultos, respiran a través de branquias, más concretamente de branquias traqueales. Además, el oxígeno se absorbe del agua circundante mediante difusión a través de la pared corporal. Las branquias suelen estar situadas en la cabeza o el tórax, pero también pueden encontrarse en el abdomen. Las branquias consisten en estructuras filiformes y nunca en forma de placas u hojas como ocurre en otras larvas de insectos acuáticos.
La presencia y posición de las branquias puede ser una característica de identificación porque pueden diferir entre familias. Por ejemplo, en la familia Pteronarcyidae, las branquias se encuentran en los tres segmentos del tórax y en los dos primeros segmentos abdominales. Los representantes de la familia Perlodidae carecen de branquias en el tórax. [24] Las especies del género Stenoperla tienen branquias a ambos lados del abdomen, y las especies de los géneros Austroperla y Megaleptoperla tienen branquias en la punta del abdomen.
Las ninfas tienen garras anchas y poderosas en las patas. Los extremos de las patas (los tarsos ) siempre constan de tres segmentos, al igual que los adultos. Siempre hay dos garras en el último segmento. Se utilizan para adherirse bien al sustrato y son una adaptación a la vida en aguas de corriente rápida. Las ninfas siempre tienen dos cercos largos en el abdomen. El número de miembros de estas estructuras depende de la etapa de desarrollo.
Las ninfas (como los Eusthenia spectabilis) son acuáticas y viven en la zona más profunda de lagos y arroyos. Las ninfas de los plecópteros son cazadores de otros artrópodos acuáticos o comedores de vegetales. Algunos buscan alimento incluso las algas bénticas. Antes de alcanzar el estadio de imago pasan por sucesivas transformaciones  (ecdisis) antes de emerger del agua para hacer una vida adulta terrestre. Hay pocas especies sin alas como Capnia lacustra y es el único conocido que es siempre acuático.
Todas las especies de Plecoptera son intolerantes a la contaminación y su presencia en corrientes o en aguas es suficiente indicador de buena a excelente calidad del agua.
Los plecópteros se encuentra en ambos hemisferios y las poblaciones son muy distintas aunque las evidencias de su evolución sugiere que hubo especies que cruzaron el ecuador un número de ocasiones antes de seguir el aislamiento geográfico.
Los fósiles más antiguos son de principios del Pérmico.

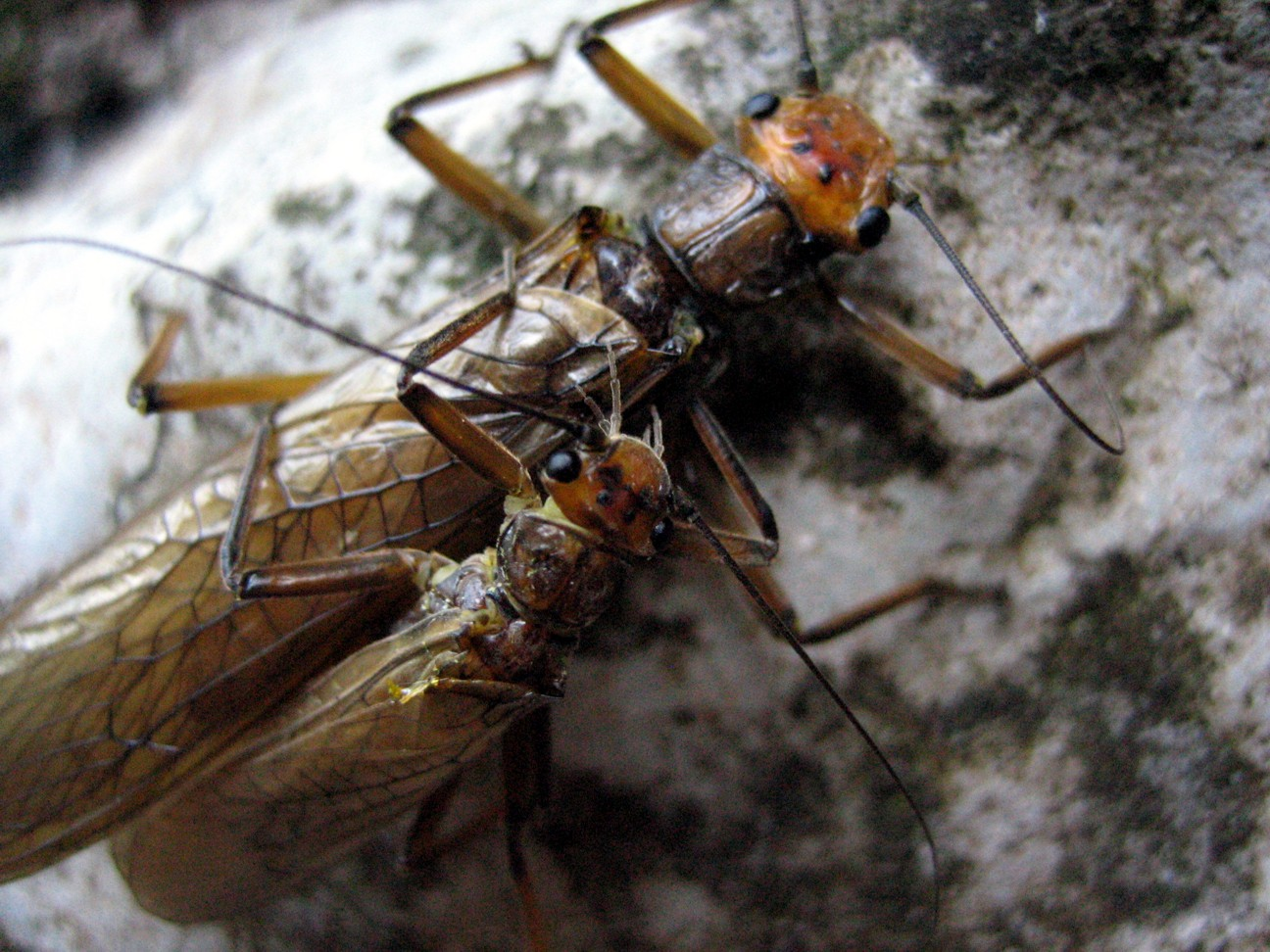
Plecópteros apareándose.

## Alimentación
No hay especies que sean herbívoras mientras que son ninfas y se alimentan de vegetales sumergidos y algas bentónicas, mientras que otras son depredadoras de otros artrópodos acuáticos que emplean sus antenas filamentosas para localizar sus presas que emiten señales químicas.

## Reproducción
Las hembras ponen centenares o  miles de huevos agrupados en una bola que inicialmente son acarreados en su abdomen y después son depositados en el agua. Los huevos toman entre dos y tres semanas en eclosionar, aunque los de algunas especies no lo hacen durante la estación seca y solo realizan la eclosión cuando las condiciones son las adecuadas..

## Ciclo biológico
La hembra puede poner hasta mil huevos. Volará sobre el agua y dejará caer los huevos en el agua. También puede colgarse de una roca o rama. Los huevos están cubiertos de una capa pegajosa que les permite adherirse a las rocas sin ser arrastrados por las corrientes rápidas. Los huevos suelen tardar de dos a tres semanas en eclosionar, pero algunas especies sufren diapausa, permaneciendo los huevos en estado latente durante toda una estación seca, y eclosionando solo cuando las condiciones son adecuadas.
Los insectos permanecen en forma de ninfa de uno a cuatro años, dependiendo de la especie, y sufren de 12 a 36 molestas antes de emerger y convertirse en adultos terrestres. Antes de convertirse en adultos, las ninfas salen del agua, se adhieren a una superficie fija y mudan una última vez.
Por lo general, los adultos sólo sobreviven unas pocas semanas y emergen únicamente en épocas concretas del año, cuando los recursos son óptimos. Algunos no se alimentan en absoluto, pero los que lo hacen son herbívoros. Los adultos no son grandes voladores y generalmente permanecen cerca del arroyo o lago del que nacieron.

## Sistemática
Esta lista ha sido adaptada de Tree of Life:
- Antarctoperlaria

- Eustheniidae
- Diamphipnoidae
- Austroperlidae
- Gripopterygidae

- Arctoperlaria

- Scopuridae
- Taeniopterygidae (ca. 75 especies) - invernales
- Notonemouridae
- Nemouridae (ca. 400 spp.) - primaverales
- Capniidae (ca. 300 spp.) - invernales pequeños
- Leuctridae
- Pteronarcyidae (ca. 12 spp.)
- Styloperlidae (ca. 7 spp.)
- Peltoperlidae (ca. 50 spp.)
- Perlodidae (250+ spp.)
- Perlidae (ca. 400 spp.) - comunes
- Chloroperlidae (100+ spp.) - verdosos

## Nivel de conservación
La mosca de la roca de Robert, una especie norteamericana, ha aparecido recientemente como extinta; otras dos especies australianas están clasificadas como vulnerables.